# Guy Dampierre av Flandern
Guy Dampierre av Flandern (nederländska: Gwijde van Dampierre), född cirka 1226, död 7 mars 1305 i Compiègne, var greve av Flandern under slaget vid Courtrai år 1302.

## Biografi
Guy Dampierre föddes som den andre sonen till Vilhelm II av Dampierre; hans mor var Margareta II av Flandern. När hans äldre bror Vilhelm dog blev Guy greve av Flandern. Modern såg till att Vilhelm blev medregent av Flandern år 1246 så att ämbetet skulle gå i arv till barnen i hennes andra giftermål, istället för de i hennes första som tillhörde ätten Avesnes. Guy och hans mor kämpade mot Avesnerna (ledda av Johan I, greve av Hainaut) i det Flamländska tronföljdskriget men besegrades år 1253 i Slaget vid Walcheren, där Guy blev tillfångatagen. Tack vare kung Ludwig IX av Frankrike kunde han köpas fri år 1256. 
År 1270 konfiskerade Margareta flera fastigheter som tillhörde engelska handelsmän i Flandern. Detta orsakade ett förödande handelskrig mot England (som levererade majoriteten de flamländska vävarnas ull). 
År 1288 stramade Filip IV av Frankrike åt sin kontroll över Flandern efter klagomål över skatter, vilket medförde att spänningar byggdes upp mellan Guy och kungen. 1294 ordnade Guy ett giftermål mellan sin dotter Filippa och Edward, Prins av Wales. Filip tillfångatog Guy och hans två söner, tvingade honom att avbryta bröllopet, och fängslade Filippa i Paris fram till hennes död år 1306. Guy kallades till kungen år 1296, varpå de viktigaste städerna i Flandern togs under kungligt skydd till dess att Guy betalat ersättning och gett upp sina områden.
1297 försökte Guy hämnas på Filip genom att ingå allians med Edward I av England. Filip svarade med att förklara Flandern annekterad till sin kungliga domän. Fransmännen ledda av Robert II av Artois besegrade flamländarna i Slaget vid Furnes och Edwards expedition i Flandern misslyckades. Edward slöt fred med Filip år 1298 och lämnade Guy till sitt öde. Fransmännen invaderade ännu en gång år 1299 och tillfångatog både Guy och hans son Robert i januari år 1300.
De flamländska borgarna fann styret direkt under kungen mer förtryckande än det under greven. Efter att ha krossat en fransk armé i Slaget vid Courtrai år 1302 blev Guy under en kort period frisläppt av fransmännen för att försöka förhandla om fred. Hans undersåtar ville dock inte höra talas om några kompromisser och en ny fransk offensiv år 1304 krossade en flamländsk flotta i slaget vid Zierikzee. Efter ytterligare strider tog konflikten slut i och med slaget vid Mons-en-Pévèle. Guy fördes tillbaka till fängelset, där han dog.

## Familj
I juni 1246 gifte sig Guy Dampierre med Matilda av Béthune (död 8 november 1264), dotter till Robert VII, Herre över Bethune. De fick följande barn:
- Marie (d.1297), gift med Vilhelm av Jülich (d.1278), son till Vilhelm IV, greve av Jülich
- Robert III av Flandern (1249 – 1322), hans efterföljare
- Guillaume (eft. 1249 – 1311), herre av Dendermonde och Crèvecoeur, gift år 1286 med Alix av Beaumont, dotter till Raoul av Clermont och fick barn
- Johan av Flandern (1250 – 4 oktober 1290), biskop av Metz aoch Liège
- Baldwin (1252 – 1296)
- Margareta (c. 1253 – 3 juli 1285), gift år 1273 med Johan I, hertig av Brabant
- Beatrix (c. 1260 – 5 april 1291), gift c. 1270 med Floris V, greve av Holland
- Filip (c. 1263 – November 1318), greve av Teano, gift med Mahaut de Courtenay, grevinna of Chieti

I mars 1265 gifte han sig med Isabella av Luxemburg (d. september 1298), dotter till Henrik V av Luxemburg. De fick följande barn:
- Beatrix (d.1307), gift c. 1287 med Hugo II av Châtillon
- Margareta (d. 1331), gift den 14 november 1282 med Alexander av Skottland
- Isabella (d. 1323) gift 1307 med Jean de Fiennes
- Filippa (d. 1306, Paris)
- Jean I greve av Namur (1267 – 1330), gift med Margareta av Clermont, dotter till Robert, greve av Clermont och Marie av Artois.
- Guy av Namur (d. 1311), herre av Ronse, var någon gång greve av Zeeland. Gift med Margareta av Lorraine, dotter till Theobald II, hertig av Lorraine. De hade inga barn.
- Henrik (d. 6 november 1337), greve av Lodi, gift i januari år 1309 med Margareta av Cleves och fick inga barn.
- Jeanne (d. 1296) var nunna i Flines